# 小田嶋大貴
小田嶋 大貴（おだしま ひろたか、1991年7月22日 - ）は、日本の元男子バレーボール選手である。

## 来歴
岩手県北上市出身。高校1年生の頃、父親の影響を受けてバレーボールを始める。
北上翔南高等学校、駒澤大学を経て、2013年、V・プレミアリーグ（当時のVリーグ1部リーグ）に所属するFC東京の内定選手となった。
2014年、大学卒業後に、FC東京に入団した。2016-17シーズンにリーグ戦初出場を果たした。
2022年6月、FC東京のチーム譲渡により誕生したプロクラブ・東京グレートベアーズに全体移籍。
2025年3月、2024-25シーズン限りでの現役引退が発表された。5月9日に引退選手として公示。

## 所属チーム
- 北上翔南高等学校（2007-2010年）
- 駒澤大学 （2010-2014年）
- FC東京（2014-2022年）
- 東京グレートベアーズ（2022-2025年）